# Jan Zdzisław Targosiński
Jan Zdzisław Targosiński ps. „Hektor”, „Jan Zarzycki” (ur. 28 marca 1915 w Kraśniku, zm. 25 marca 2018 w Warszawie) – polski żołnierz, działacz kombatancki i pingpongista. Jeden z dowódców Armii Krajowej na Lubelszczyźnie. Pułkownik Wojska Polskiego w stanie spoczynku. Oficer Orderu Odrodzenia Polski.

## Życiorys
W czasie II wojny światowej był dowódcą oddziału partyzanckiego – 3 kompanii I batalionu 15 pułku piechoty „Wilków” AK. Zasłynął w akcjach przeciw oddziałom niemieckim. Jedną z ważniejszych była akcja na lotników niemieckich stacjonujących w pałacu w Ułężu.
W czasach PRL więziony za działalność antykomunistyczną – 4 lata spędził w więzieniu na warszawskim Mokotowie.
Jest najstarszym polskim pingpongistą, w wieku 101 lat wciąż uprawiał ten sport.

## Odznaczenia
- Krzyż Oficerski Orderu Odrodzenia Polski (2013)[1]
- Złoty Krzyż Zasługi z Mieczami[1][3]
- Krzyż Walecznych (dwukrotnie)[3]
- Krzyż Armii Krajowej[1][3]
- Medal „Pro Patria”[1]
- Medal „Pro Memoria”[3]